# 1252

Grote standbeeld van Amida-Boeddha in Kotoku-in, gebouwd 1252

Het jaar 1252 is het 52e jaar in de 13e eeuw volgens de christelijke jaartelling.

## Gebeurtenissen
maart
- 9 - Graaf Arnold IV van Loon en Chiny verkoopt een woud gelegen tussen Genk, Zonhoven en Hasselt aan de vrouwenabdij van Herkenrode te Kuringen bij Hasselt.

april
- 6 -De pauselijk inquisiteur in Como en Milaan, Petrus van Verona, wordt bij de bossen van Barlassina tussen Como en Milaan vermoord met een dolkstoot en een bijlslag, anderen zeggen met een sikkel, door een huurmoordenaar die werkt voor de katharen van Milaan.

mei
- 15 - Paus Innocentius IV schrijft de bul Ad extirpanda: De inquisitie mag foltering toepassen als methode om bekentenissen af te dwingen van ketters.

juli
- 23 - Privileges van 1252: Breda koopt privileges van heer Hendrik IV van Schoten. Dit wordt vaak gezien als de datum dat het stadsrechten krijgt.

zonder datum
- De stad Florence begint met het uitgeven van gouden florijnen.
- De Lijflandse Orde bouwt de Memelburg en sticht de stad Memel.
- Stadsrechten voor Hasselt en Vreden.
- Kluczbork en Villefranche-de-Rouergue worden gesticht.
- oudst bekende vermelding: Slonim

## Opvolging
- patriarch van Antiochië (Syrisch) - Ignatius III David opgevolgd door Johannes XII bar Madani
- Armenië - Isabella opgevolgd door haar echtgenoot Hethum I
- Brunswijk-Lüneburg: Otto het Kind opgevolgd door zijn zoons Albrecht en Johan
- Castilië - Ferdinand III opgevolgd door zijn zoon Alfons X
- kanaat van Chagatai - Yesü Möngke opgevolgd door zijn neef Qara Hülëgü, op zijn beurt opgevolgd door zijn zoon Mubarak Shah
- Denemarken - Abel opgevolgd door zijn broer Christoffel I
- Duitse Orde - Günther van Wüllersleben opgevolgd door Poppo van Osterna
- Lohn - Herman I opgevolgd door zijn broer Otto, waarnemend voor Hermans zoon Herman II
- Venetië (doge) - Marino Morosini opgevolgd door Renier Zen
- Vladimir (grootvorst) - Andrej II opgevolgd door Alexander Nevski van Novgorod

## Afbeeldingen

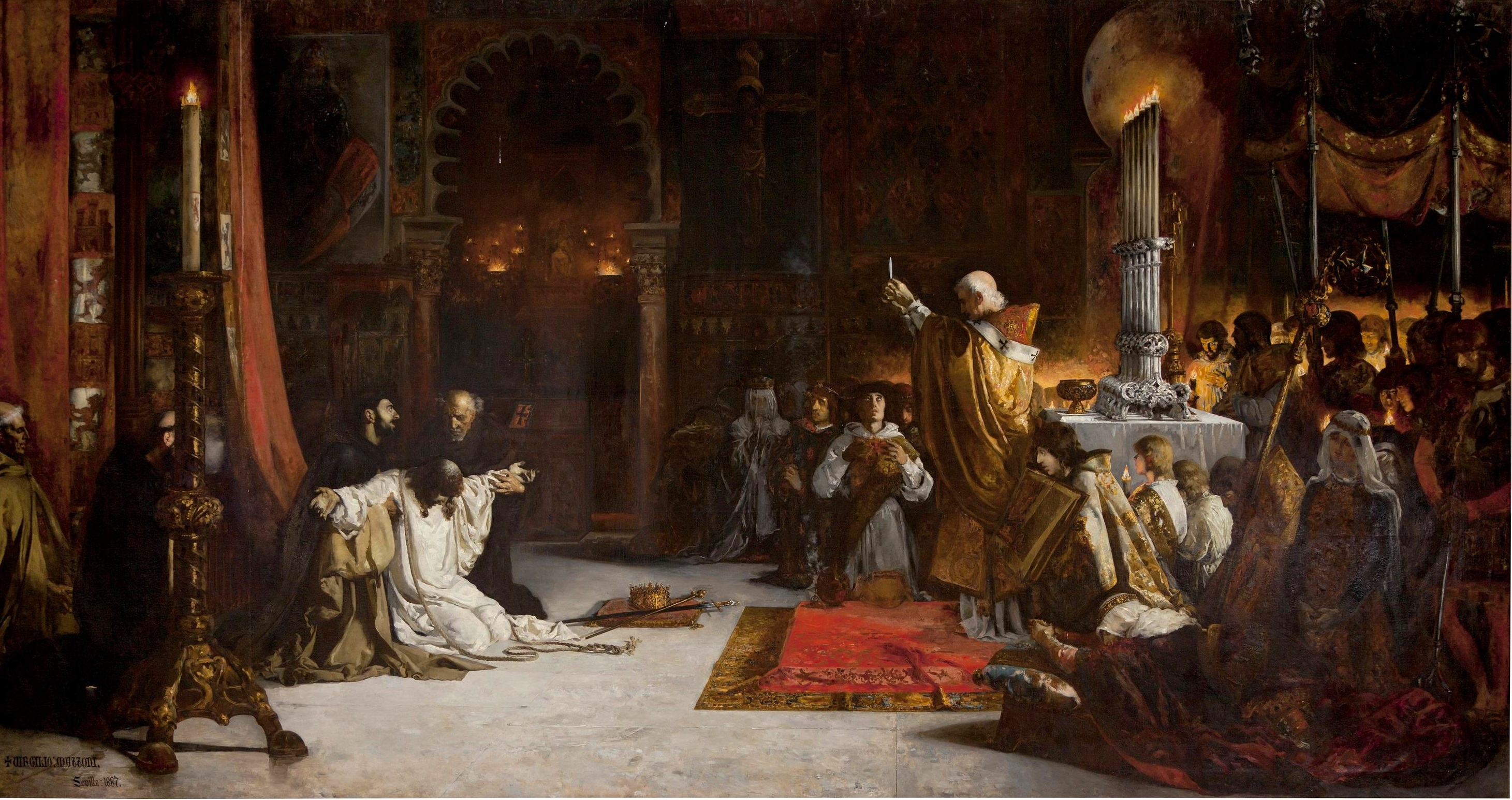
de dood van Ferdinand III
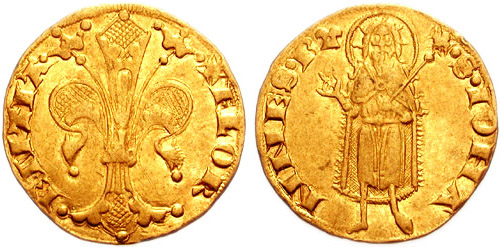
Gouden florijn
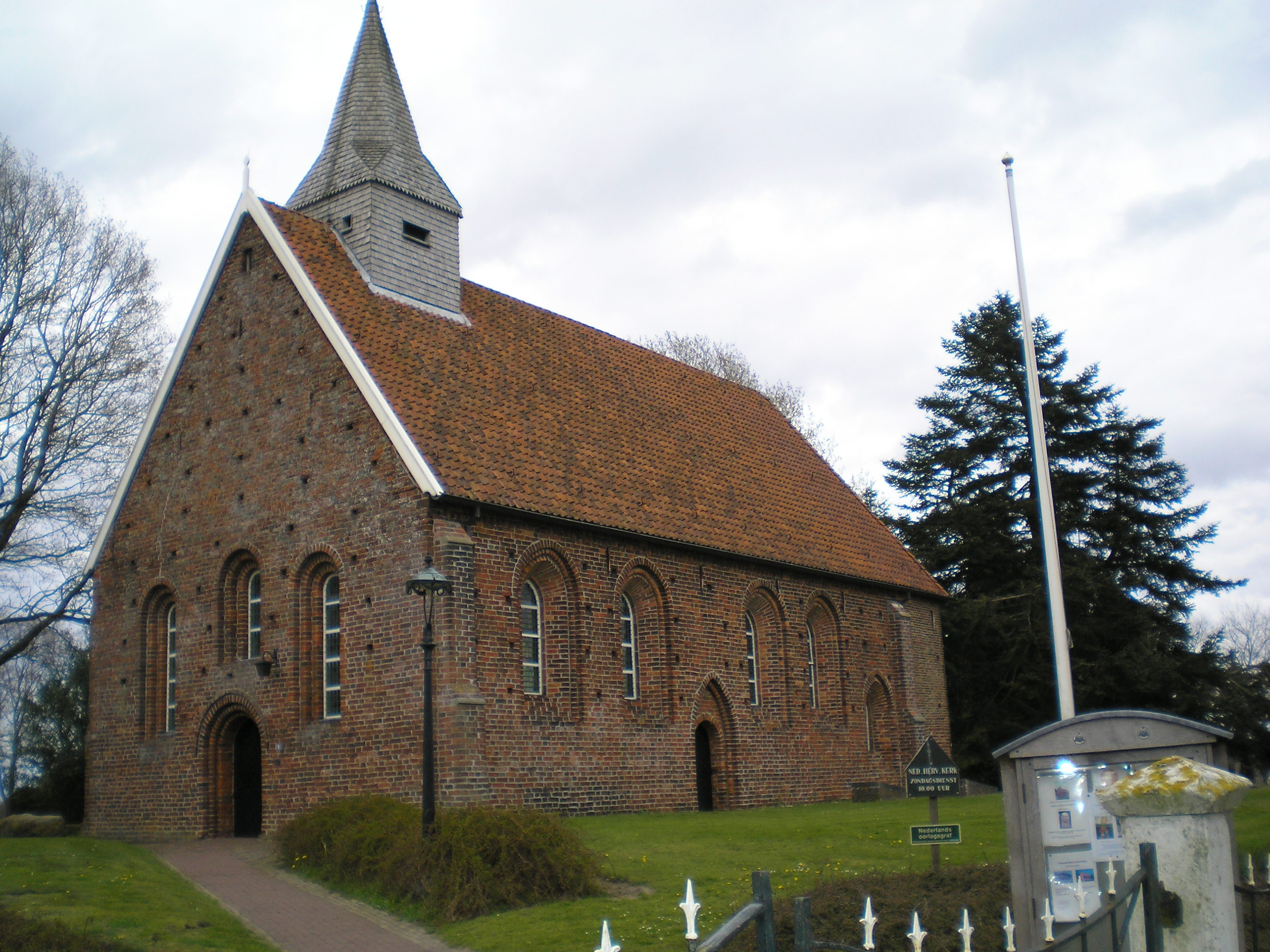
kerk van Zweeloo, bouw begonnen 1252

## Geboren
- 25 maart - Konradijn, koning van Sicilië en Jeruzalem (1254-1268)
- augustus - Hugo II, koning van Cyprus (1253-1267)
- Filippa van Luxemburg, echtgenote van Jan II van Avesnes
- Safi-ad-din Ardabili, stamvader van de Safawiden
- Stefan Dragutin, koning van Servië (1276-1282) (jaartal bij benadering)
- Jan I van Brabant, hertog van Brabant van 1267 tot 1294 en van Limburg van 1288 tot 1294.

## Overleden
- 27 november - Blanca van Castilië (64), echtgenote van Lodewijk VIII
- 6 april - Peter van Verona (~45), Italiaans geestelijke
- 17 mei - Hendrik I, graaf en vorst van Anhalt (1212-1244)
- 30 mei - Ferdinand III (53), koning van Castilië (1217-1252)
- 9 juni - Otto het Kind, hertog van Brunswijk-Lüneburg
- 29 juni - Abel (~33), koning van Denemarken (1250-1252)
- Günther van Wüllersleben, grootmeester van de Duitse Orde
- Herman I, graaf van Lohn
- Sorghaghtani Beki, echtgenote van Tolui
- Yesü Möngke, kan van het kanaat van Chagatai (1246-1252)
- Qara Hülëgü, kan van het kanaat van Chagatai (1242-1246, 1252)
- Walter van Marvis, bisschop van Doornik
- Gijsbrecht III van Amstel, Nederlands edelman (jaartal bij benadering)
- Herman V van Woerden, Nederlands edelman (jaartal bij benadering)
- Isabella (~36), koningin van Armenië (1219-1252) (jaartal bij benadering)
- Rosa van Viterbo, Italiaans kloosterlinge (jaartal bij benadering)